# Realstars
RealStars är en svensk ideell förening vars mål är att stoppa trafficking. Under parollen Fair Sex vill organisationen främja mänskliga rättigheter och ömsesidighet, respekt och jämlikhet i intima relationer.
RealStars arbetar opinionsbildande i syfte att påverka politiker och andra beslutsfattare att utöka traffickinglagstiftningen inom EU till att även omfatta sexköp. Organisationen förespråkar den svenska sexköpslagen som ett verktyg för att motverka sextrafficking, och strävar efter att EU och enskilda medlemsländer ska stifta liknande lagar.
RealStars värdegrund utgår från FN:s barnkonvention och den allmänna deklarationen om mänskliga rättigheter. Organisationen är partipolitiskt och religiöst oberoende.
RealStars verksamhet syftar både till att förändra attityder och lagstiftning. Organisationen vill upplysa, väcka debatt och inspirera såväl allmänheten som samhällsaktörer, och samarbetar med bland andra skolor, företag och konstnärer.
RealStars grundades år 2010 och har sedan start drivits av Malin Roux Johansson i egenskap av huvudgrundare och styrelseordförande. RealStars huvudkontor finns i Göteborg.

## Finansiering
RealStars verksamhet finansieras främst genom projektbidrag samt genom medlemsavgifter, sponsring, gåvor och genom intäkter från olika evenemang.
Organisationen har finansierats av Ungdomsstyrelsen , Allmänna Arvsfonden samt Västra Götalandsregionen.

## Kampanjer och projekt

### For Fair Sex, 2012-
Kampanjen For Fair Sex syftar till att ge allmänheten en ny bild av Europa – världsdelen med högst antal sexslavar per invånare, världsdelen som inte tar hänsyn till principen om alla människors lika värde. I de flesta europeiska länder skyddas sexköparen av lagen, oavsett vilka konsekvenser som sexköparens handlingar orsakar. Genom kampanjen vill RealStars kanalisera opinionen för ett Europa fritt från trafficking och påskynda utvecklingen av EU:s lagstiftning att omfatta sexköp.

### Fashion for Fair Sex, 2010-
En kampanj som använder mode för att sprida Fair Sex-budskapet. År 2010 tog designern Johanna Brag fram ett mönster som används i en tights- och leggingskollektion som ställdes ut på Röhsska museets butik och showroom i Göteborg under sensommaren 2011. Under 2013 lanserades T-shirts med Fair Sex budskapet där varianten Fair Fucking Sex har samlat flera kända röster och personligheter som ställer sig bakom budskapet och bidrar med intervjuer och konst.

### Business Against Trafficking, 2013-
RealStars inledde 2013 ett samarbete tillsammans med nätverket Marknadschefernaoch Caroline af Ugglas som syftar till att företag ska ta upp trafficking och sexköp på sin CSR-agenda.